# Buckden (Cambridgeshire)
Bukden è una parrocchia civile inglese sita nel distretto dello Huntingdonshire, nella contea del Cambridgeshire. Si trova a 6 km a nord di St Neots e a 6,4 km a sud ovest di Huntingdon. È considerata città storica dell'Inghilterra. Il fiume Great Ouse ne forma il confine orientale.
Al censimento del 2011 contava 2805 residenti.